# Associazione Calcio Mantova 2003-2004
Questa pagina raccoglie le informazioni riguardanti l'Associazione Calcio Mantova nelle competizioni ufficiali della stagione 2003-2004.

## Stagione
Nella stagione 2003-2004 il Mantova affidato a Domenico Di Carlo disputa il girone A del campionato di Serie C2, lo vince con 64 punti. Insieme alla Cremonese, seconda con 60 punti e che ha vinto i playoff, è salito in Serie C1, vi ritorna dopo dieci anni. Protagonista indiscusso Gabriele Graziani, il figlio di Francesco Campione del Mondo a Spagna 1982, il figlio d'arte realizza 17 reti in campionato. Altro punto di forza di questa stagione è la difesa virgiliana, che con 21 reti subite in 34 giornate, risulta la miglior difesa del campionato. Per completare il quadro, la disputa di un girone di ritorno superbo, con 36 punti raccolti in 17 gare, hanno permesso ai biancorossi di recuperare la testa, dopo una partenza lenta. Anche in Coppa Italia di Serie C il Mantova fa bella figura, nel girone E di qualificazione ottiene il secondo posto alle spalle della Reggiana, eliminando Ravenna, Spal e Sassuolo, approdando ai sedicesimi, dove riesce ad eliminare il Belluno, poi negli ottavi viene eliminato dalla competizione dal Cittadella.

## Rosa
| N. |                    | Ruolo | Calciatore         |
| -- | ------------------ | ----- | ------------------ |
|    | Nigeria (bandiera) | A     | Kolawole Agodirin  |
|    | Italia (bandiera)  | A     | Cristian Altinier  |
|    | Italia (bandiera)  | C     | Giovanni Arioli    |
|    | Italia (bandiera)  | D     | Nicola Artusi      |
|    | Italia (bandiera)  | A     | Cristian Baglieri  |
|    | Italia (bandiera)  | D     | Patrizio Balleello |
|    | Italia (bandiera)  | P     | Mirko Bellodi      |
|    | Italia (bandiera)  | C     | Emiliano Bigica    |
|    | Italia (bandiera)  | C     | Gaetano Caridi     |
|    | Italia (bandiera)  | D     | Riccardo Contadini |
|    | Italia (bandiera)  | A     | Alessandro De Poli |
|    | Italia (bandiera)  | A     | Gabriele Graziani  |
|    | Italia (bandiera)  | D     | Nicola Lampugnani  |

| N. |                    | Ruolo | Calciatore              |
| -- | ------------------ | ----- | ----------------------- |
|    | Italia (bandiera)  | D     | Andrea Federico Merenda |
|    | Italia (bandiera)  | P     | Luca Milan              |
|    | Italia (bandiera)  | D     | Matteo Negrisoli        |
|    | Italia (bandiera)  | D     | Mattia Notari           |
|    | Italia (bandiera)  | D     | Diego Pellegrini        |
|    | Italia (bandiera)  | A     | Paolo Pupita            |
|    | Italia (bandiera)  | C     | Roberto Roverato        |
|    | Italia (bandiera)  | D     | Simone Santin           |
|    | Italia (bandiera)  | D     | Emanuele Simoni         |
|    | Italia (bandiera)  | C     | Manuel Spinale          |
|    | Romania (bandiera) | C     | Cristian Todea          |
|    | Italia (bandiera)  | C     | Gennaro Volpe           |
|    | Italia (bandiera)  | A     | Saimon Zalla            |

## Risultati

### Campionato

#### Girone di andata
| Arbitro: | Salati (Trento) |

|              |           |  |
| Graziani 18’ | Marcatori |  |

| Arbitro: | Lioce (Molfetta) |

|           |           |            |
| Zucco 75’ | Marcatori | 59’ Pupita |

| Arbitro: | Herberg (Messina) |

|                       |           |                                       |
| Graziani 9’ Zalla 73’ | Marcatori | 27’ Pagani 51’ Pensalfini 58’ Benetti |

| Pizzighettone 21 settembre 2003 4ª giornata | Pizzighettone    | 0 – 0 | Mantova | Stadio Comunale\| Arbitro: \| Masiero (Mestre) \| |
| Arbitro:                                    | Masiero (Mestre) |       |         |                                                   |

| Arbitro: | Ciancaleoni (Foligno) |

|          |           |              |
| Aloe 65’ | Marcatori | 50’ Graziani |

| Mantova 5 ottobre 2003 6ª giornata | Mantova         | 0 – 0 | Palazzolo | Stadio Danilo Martelli\| Arbitro: \| Vuoto (Livorno) \| |
| Arbitro:                           | Vuoto (Livorno) |       |           |                                                         |

| Arbitro: | Orsato (Schio) |

|  |           |            |
|  | Marcatori | 35’ Caridi |

| Arbitro: | Zanardo (Conegliano) |

|              |           |  |
| Graziani 90’ | Marcatori |  |

| Arbitro: | Pantana (Macerata) |

|                   |           |            |
| Graziani 18’, 55’ | Marcatori | 69’ Maiolo |

| Arbitro: | Torella (Roma) |

|                  |           |              |
| Tozzi Borsoi 57’ | Marcatori | 23’ Graziani |

| Arbitro: | Russo (Nola) |

|                                               |           |  |
| Caridi 24’ (rig.) Zalla 46’ Kolawole 73’, 78’ | Marcatori |  |

| Arbitro: | Forconi (Aprilia) |

|                   |           |  |
| Bellodi 6’ (aut.) | Marcatori |  |

| Arbitro: | Sacco (Civitavecchia) |

|                                |           |  |
| Graziani 20’ Caridi 77’ (rig.) | Marcatori |  |

| Cremona 7 dicembre 2003 14ª giornata | Cremonese         | 0 – 0 | Mantova | Stadio Giovanni Zini\| Arbitro: \| Gava (Conegliano) \| |
| Arbitro:                             | Gava (Conegliano) |       |         |                                                         |

| Arbitro: | Zanardo (Conegliano) |

|                              |           |  |
| Arioli 54’ Mazzia 74’ (aut.) | Marcatori |  |

| Arbitro: | Pierpaoli (Firenze) |

|                             |           |  |
| Le Noci 60’ Bachlechner 69’ | Marcatori |  |

| Mantova 6 gennaio 2004 17ª giornata | Mantova        | 0 – 0 | Valenzana | Stadio Danilo Martelli\| Arbitro: \| Orsato (Schio) \| |
| Arbitro:                            | Orsato (Schio) |       |           |                                                        |

#### Girone di ritorno
| Arbitro: | C. Rodomonti (Teramo) |

|               |           |                           |
| Giuliatto 10’ | Marcatori | 43’ Graziani 90+1’ Pupita |

| Arbitro: | Sacco (Civitavecchia) |

|                       |           |  |
| Spinale 10’ Volpe 82’ | Marcatori |  |

| Arbitro: | Crugliano (Crotone) |

|                |           |              |
| Margheriti 90’ | Marcatori | 67’ Graziani |

| Arbitro: | Ciancaleoni (Foligno) |

|                |           |  |
| Graziani 90+5’ | Marcatori |  |

| Arbitro: | Salati (Trento) |

|                   |           |  |
| Caridi 35’ (rig.) | Marcatori |  |

| Arbitro: | Lena (Ciampino) |

|                     |           |                         |
| Barbieri 47’ (rig.) | Marcatori | 9’ Graziani 16’ Spinale |

| Arbitro: | Damato (Barletta) |

|             |           |  |
| Spinale 46’ | Marcatori |  |

| Arbitro: | Giglioni (Siena) |

|  |           |              |
|  | Marcatori | 50’ Graziani |

| Sesto San Giovanni 14 marzo 2004 26ª giornata | Pro Sesto      | 0 – 0 | Mantova | Stadio Ernesto Breda\| Arbitro: \| Marelli (Como) \| |
| Arbitro:                                      | Marelli (Como) |       |         |                                                      |

| Mantova 21 marzo 2004 27ª giornata | Mantova             | 0 – 0 | Pro Vercelli | Stadio Danilo Martelli\| Arbitro: \| La Rocca (Ercolano) \| |
| Arbitro:                           | La Rocca (Ercolano) |       |              |                                                             |

| Arbitro: | Vicinanza (Albenga) |

|              |           |                      |
| Tedeschi 67’ | Marcatori | 52’ Volpe 79’ Arioli |

| Arbitro: | Lena (Ciampino) |

|                               |           |                |
| D. Pellegrini 9’ Graziani 33’ | Marcatori | 90+4’ Prosperi |

| Arbitro: | Pantana (Macerata) |

|                               |           |                          |
| Pelati 18’ (rig.) Coralli 69’ | Marcatori | 5’ Baglieri 81’ Altinier |

| Arbitro: | Ciampi (Roma) |

|                   |           |  |
| Graziani 36’, 70’ | Marcatori |  |

| Arbitro: | Squillace (Catanzaro) |

|            |           |  |
| Sinato 64’ | Marcatori |  |

| Arbitro: | Iannone (Napoli) |

|              |           |            |
| Graziani 42’ | Marcatori | 61’ Scarpa |

| Arbitro: | Cavaretta (Trapani) |

|                              |           |                           |
| Malatesta 16’ Farabegoli 72’ | Marcatori | 35’ Altinier 56’ Roverato |

### Coppa Italia

#### Girone E
| Arbitro: | Gandolfi (Cremona) |

|                     |           |  |
| Graziani 67’ (rig.) | Marcatori |  |

| Arbitro: | Brunialti (Trento) |

|                            |           |  |
| Altinier 27’ Balleello 65’ | Marcatori |  |

| Arbitro: | Ciliberto (Merano) |

|                 |           |             |
| Fanesi 15’, 42’ | Marcatori | 81’ Merenda |

| 27 agosto 2003 4ª giornata |  | – Turno di riposo Mantova |  |  |

| Arbitro: | Marelli (Como) |

|  |           |                |
|  | Marcatori | 90+1’ Altinier |

#### Sedicesimi di finale
| Arbitro: | Masin (Cervignano del Friuli) |

|                                        |           |                                      |
| Giuliatto 12’ Lucchini 53’ Sessolo 69’ | Marcatori | 47’ Caridi 56’ Negrisoli 66’ De Poli |

| Arbitro: | Zanzi (Lugo di Romagna) |

|                            |           |                           |
| Lampugnani 4’ Altinier 25’ | Marcatori | 50’ Sessolo 61’ Voltolini |

#### Ottavi di finale
| Arbitro: | Ciliberto (Merano) |

|                                             |           |              |
| Sgrigna 26’ De Gasperi 75’ (rig.) Amore 89’ | Marcatori | 9’ Balleello |

| Arbitro: | Ferrandini (Sondrio) |

|            |           |                                     |
| Simoni 18’ | Marcatori | 7’ Ciotti 30’ De Gasperi 85’ Farina |